# Балтай
Балтай — село в Росії, центр Балтайського муніципального району Саратовської області.
Населення 3 989 осіб (2002).

## Географія
Село розташоване за 125 км на північний схід від Саратова на річці Алай при впаданні в неї річки Балтай.

## Історія
Село засноване в 1696 році.
На рубежі XVII–XVIII століть служиві татари, чуваші, мордва заснували багато сіл в північній частині Саратовської губернії: чуваші — Неверкіно; татари-Могилки Кунчерово; мордва — Сарайкін, Рязайкіно та ін.
У першій половині XVIII ст. прийшли сюди з верхів'їв Волги селянин, за національністю мордвин-ерзя Осан Василько і поклав початок заснуванню Осанівки. У 1867 році в Осанівці побудована церква.
Йшли в Поволжя і «вільні» охочі люди (державні селяни), що залишилися чомусь без землі, селяни-кріпаки, які були остаточно закріпачені в 1649 р.
До заселення села росіянами, мешканцями його були татари. Доказом цього слугували знайдені насипи або кургани між Балтаєм і мордовським селом Осанівкою.
Нові, прийшлі селяни були великоросами, але назва села залишалася татарською — Балтай. В татарській мові немає слова «Балтай», а є «Балта», що в перекладі означає — сокира.
Краєзнавець Дмитро Олексійович Козиченко по-іншому пояснює назву села, виходячи з старо-слов'янського слова «Балта» — нижня частина річкової заплави, зазвичай заливається водою і не пересихає навіть в межень. Закінчення «ай» Д. А. Козиченко відносить до Алтайсько-російського «ай» — річковий формат. Отже, Балтай — низька річкова долина. Назва входить в арсенал топонімів з початковим форматом «ба» («бал»), можливо, мають значення «риба», так що гідронім «бал» можна тлумачити і як «рибний струмок».
За іншою версією назва села Балтай імовірно походить від татарського слова «Балта» — сокира. Сталося це через те, що колись на території села в 12 −13 століттях оселилися татари, а по сусідству росіяни і мордва. Між росіянами і татарами постійно відбувалися військові сутички, і одного разу на «Божій горі» (район теперішньої лікарні) відбулася велика битва. В тій битві за переказами перемогли татари. Росіяни боролися сокирами. Після битви татари свою зброю, обладунки та сокири російських відмивали в струмку, який назвали вони Балта. Від назви цього струмка і пішла назва села.
У 1760 р в селі налічувалося близько 2000 душ. Але коли почався перепис, маса людей розбіглася, деяких повернули їх поміщикам, таким чином в перепис попало не більше 300 душ.
У 1866 році в Балтай відкрилося перше чоловіче училище, 1874 року — жіноча школа.
До Радянської влади в Балтаї прийшли мирним шляхом. У лютому 1918 року на зборах бідноти і наймів обрали сільські та волосні комітети, до кінця 1918 Радянська влада встановилася в усіх селах.
Подолати розруху в країні було складною і важкою справою. До кінця 1920 року сільське господарство виробляло лише 50% довоєнної продукції, що ставило країну в дуже важке становище.
У 1919 році в Балтаї був створений прокатний пункт сільськогосподарського інвентарю, а незабаром при ньому утворилася ремонтна майстерня, селяни охоче користувалися інвентарем і майстернею.
Комуна себе не виправдала. Її члени в 1920 році добровільно розійшлися, а замість неї була організована сільськогосподарська артіль «Зірка» з 133 душ.
У той же час був заснований комітет селянської взаємодопомоги Балтайскої волості, який на рік посухи закупив 4000 пудів хліба та розподілив його між особливо нужденними жителями.
З 1928 року центр Балтайського району Вольського округу Нижньо-Волзького краю (з 1936 року в складі Саратовської області).

## Економіка
В селі розташоване 3 сільськогосподарських підприємства, швейна фабрика, 5 підприємств харчової промисловості, 87 точок роздрібної торгівлі, 3 підприємства громадського харчування, 6 підприємств побутового обслуговування.

## Пам'ятки
- Церква Покрова Божої Матері (1998 р.).